# Yūtarō Oda
Yūtarō Oda (小田 裕太郎?, Oda Yūtarō; Sumoto, 12 agosto 2001) è un calciatore giapponese, attaccante dello Shonan Bellmare.

## Carriera

### Club

#### Vissel Kobe
Cresciuto nel settore giovanile del Vissel Kōbe, ha esordito in prima squadra il 24 aprile 2019 disputando l'incontro della Coppa J.League perso 1-0 contro il Cerezo Osaka. Il 26 settembre 2020 segna la sua prima rete battendo con il gol del 4-0 battendo il Consadole Sapporo in una partita di campionato.

#### Hearts
Il 10 gennaio 2023, Oda passa a titolo definitivo agli Hearts, club della massima serie scozzese, con cui firma un contratto valido fino al 30 giugno 2026.

### Nazionale
Ha militato nelle nazionali giovanili giapponesi a cominciare da quella Under-15 segnando un gol nella vittoria per 6-2 contro l'Austria in un'amichevole. Giocando con la nazionale Under-16 prende parte a una partita contro gli Stati Uniti segnando il gol del definitivo 4-2, invece unendosi alla nazionale Under-17 è autore di una rete vincendo contro il Messico per 2-1. Con la nazionale Under-18 farà una rete battendo il Belgio in un'amichevole prevalendo per 2-0. Nel 2022 viene convocato con la nazionale Under-21 per una sessione di partite negli Emirati Arabi Uniti, con la sua rete il Giappone batte per 1-0 la Croazia, mentre durante una trasferta a Portimão segna un gol battendo per 2-1 il Portogallo.

## Statistiche

### Presenze e reti nei club
Statistiche aggiornate al 12 gennaio 2023.
| Stagione           | Squadra            | Campionato         | Campionato | Campionato | Coppe nazionali | Coppe nazionali | Coppe nazionali | Coppe continentali | Coppe continentali | Coppe continentali | Altre coppe | Altre coppe | Altre coppe | Totale | Totale |
| Stagione           | Squadra            | Comp               | Pres       | Reti       | Comp            | Pres            | Reti            | Comp               | Pres               | Reti               | Comp        | Pres        | Reti        | Pres   | Reti   |
| ------------------ | ------------------ | ------------------ | ---------- | ---------- | --------------- | --------------- | --------------- | ------------------ | ------------------ | ------------------ | ----------- | ----------- | ----------- | ------ | ------ |
| 2019               | Vissel Kōbe        | J1                 | 0          | 0          | CG+CdL          | 0+1             | 0               |                    | -                  | -                  |             | -           | -           | 1      | 0      |
| 2020               | Vissel Kōbe        | J1                 | 19         | 1          | CG+CdL          | 0+1             | 0               | ACL                | 3                  | 0                  | SG          | 0           | 0           | 23     | 1      |
| 2021               | Vissel Kōbe        | J1                 | 3          | 1          | CG+CdL          | 2+4             | 0               |                    | -                  | -                  |             | -           | -           | 9      | 1      |
| 2022               | Vissel Kōbe        | J1                 | 21         | 0          | CG+CdL          | 2+1             | 0               | ACL                | 3                  | 1                  |             | -           | -           | 27     | 1      |
| Totale Vissel Kōbe | Totale Vissel Kōbe | Totale Vissel Kōbe | 43         | 2          |                 | 11              | 0               |                    | 6                  | 1                  |             | 0           | 0           | 60     | 3      |
| gen.-giu. 2023     | Hearts             | SP                 | 0          | 0          | CS+CdL          | 0 + -           | 0               | UEL+UECL           | -                  | -                  |             | -           | -           | 0      | 0      |
| Totale carriera    | Totale carriera    | Totale carriera    | 43         | 2          |                 | 11              | 0               |                    | 6                  | 1                  |             | 0           | 0           | 60     | 3      |

### Cronologia presenze e reti in nazionale
| Cronologia completa delle presenze e delle reti in nazionale ― Giappone under 23 | Cronologia completa delle presenze e delle reti in nazionale ― Giappone under 23 | Cronologia completa delle presenze e delle reti in nazionale ― Giappone under 23 | Cronologia completa delle presenze e delle reti in nazionale ― Giappone under 23 | Cronologia completa delle presenze e delle reti in nazionale ― Giappone under 23 | Cronologia completa delle presenze e delle reti in nazionale ― Giappone under 23 | Cronologia completa delle presenze e delle reti in nazionale ― Giappone under 23 | Cronologia completa delle presenze e delle reti in nazionale ― Giappone under 23 |
| Data                                                                             | Città                                                                            | In casa                                                                          | Risultato                                                                        | Ospiti                                                                           | Competizione                                                                     | Reti                                                                             | Note                                                                             |
| -------------------------------------------------------------------------------- | -------------------------------------------------------------------------------- | -------------------------------------------------------------------------------- | -------------------------------------------------------------------------------- | -------------------------------------------------------------------------------- | -------------------------------------------------------------------------------- | -------------------------------------------------------------------------------- | -------------------------------------------------------------------------------- |
| 23-3-2022                                                                        | Dubai                                                                            | Giappone under 23                                                                | 1 – 0                                                                            | Croazia under 23                                                                 | Amichevole                                                                       | 1                                                                                | 65’                                                                              |
| 18-11-2022                                                                       | Siviglia                                                                         | Spagna under 23                                                                  | 2 – 0                                                                            | Giappone under 23                                                                | Amichevole                                                                       | -                                                                                | 46’                                                                              |
| 22-11-2022                                                                       | Portimão                                                                         | Portogallo under 23                                                              | 1 – 2                                                                            | Giappone under 23                                                                | Amichevole                                                                       | 1                                                                                | 59’                                                                              |
| 10-6-2023                                                                        | Newport                                                                          | Inghilterra under 23                                                             | 0 – 2                                                                            | Giappone under 23                                                                | Amichevole                                                                       | -                                                                                | 61’                                                                              |
| 6-9-2023                                                                         | Al Muharraq                                                                      | Giappone under 23                                                                | 6 – 0                                                                            | Pakistan under 23                                                                | Qualificazioni Coppa d'Asia AFC Under-23 2024                                    | -                                                                                | 77’                                                                              |
| 9-9-2023                                                                         | Al Muharraq                                                                      | Palestina under 23                                                               | 0 – 1                                                                            | Giappone under 23                                                                | Qualificazioni Coppa d'Asia AFC Under-23 2024                                    | -                                                                                | 82’                                                                              |
| 12-9-2023                                                                        | Al Muharraq                                                                      | Giappone under 23                                                                | 0 – 0                                                                            | Bahrein under 23                                                                 | Qualificazioni Coppa d'Asia AFC Under-23 2024                                    | -                                                                                | 63’                                                                              |
| 18-11-2023                                                                       | Shimizu                                                                          | Giappone under 23                                                                | 5 – 2                                                                            | Argentina under 23                                                               | Amichevole                                                                       | -                                                                                | 69’                                                                              |
| Totale                                                                           |                                                                                  | Presenze                                                                         | 8                                                                                |                                                                                  | Reti                                                                             | 2                                                                                |                                                                                  |

## Palmarès

### Club

#### Competizioni nazionali
- Coppa dell'Imperatore: 1

Vissel Kōbe: 2019
- Supercoppa del Giappone: 1

Vissel Kōbe: 2020